# 7780 Maren
7780 Maren è un asteroide della fascia principale. Scoperto nel 1993, presenta un'orbita caratterizzata da un semiasse maggiore pari a 2,5361188 UA e da un'eccentricità di 0,1319057, inclinata di 11,08778° rispetto all'eclittica.
L'asteroide è dedicato a Maren Elizabeth Child, moglie del primo scopritore.